# Ludwig Prandtl
Ludwig Prandtl (Freising, 1875. február 4. – Göttingen, 1953. augusztus 15.) német gépészmérnök és fizikus volt, aki jelentős mértékben járult hozzá az áramlástan megértéséhez és aki megalkotta a határréteg elméletet. Ezen elmélet alapján határozta meg a később róla elnevezett Prandtl-számot.

## Élete
Szülei az agrártudós Alexander Prandtl és felesége Magdelene Prandtl (leánykori neve Ostermann) voltak. Szülővárosa latin iskolája után a müncheni Ludwig gimnáziumban folytatta tanulmányait, majd 1894-ben beiratkozott a müncheni Műszaki Főiskolára (Technische Hochschule München). Vizsgái után a műszaki mechanika híres professzorának, August Föpplnek lett a segédje. Később elvette a professzor lányát feleségül. A „Billenési jelenségek, az instabil egyensúly esete” című diplomamunkájával 1899. november 14-én a Lajos–Miksa Egyetemen okleveles gépészmérnök lett. 1900-ban megkapta a doktori címet. Ezek után mérnökként dolgozott az Augsburg-Nürnberg Gépgyárban (MAN), ahol a gyár berendezéseinek fejlesztésével foglalkozott. Egy elszívóberendezéssel kapcsolatos munkája során került kapcsolatba első alkalommal az áramlástannal.

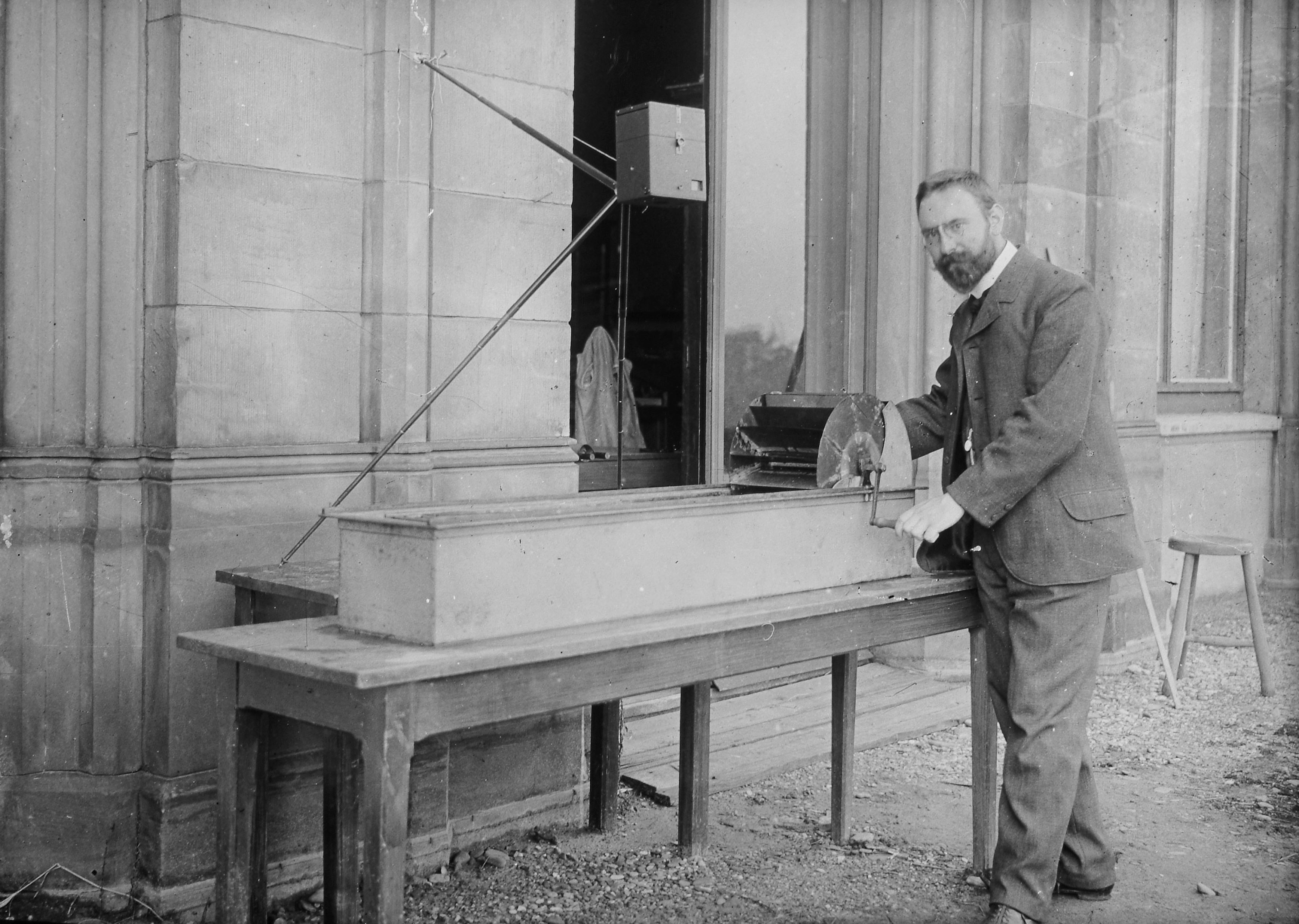
Ludwig Prandtl 1904

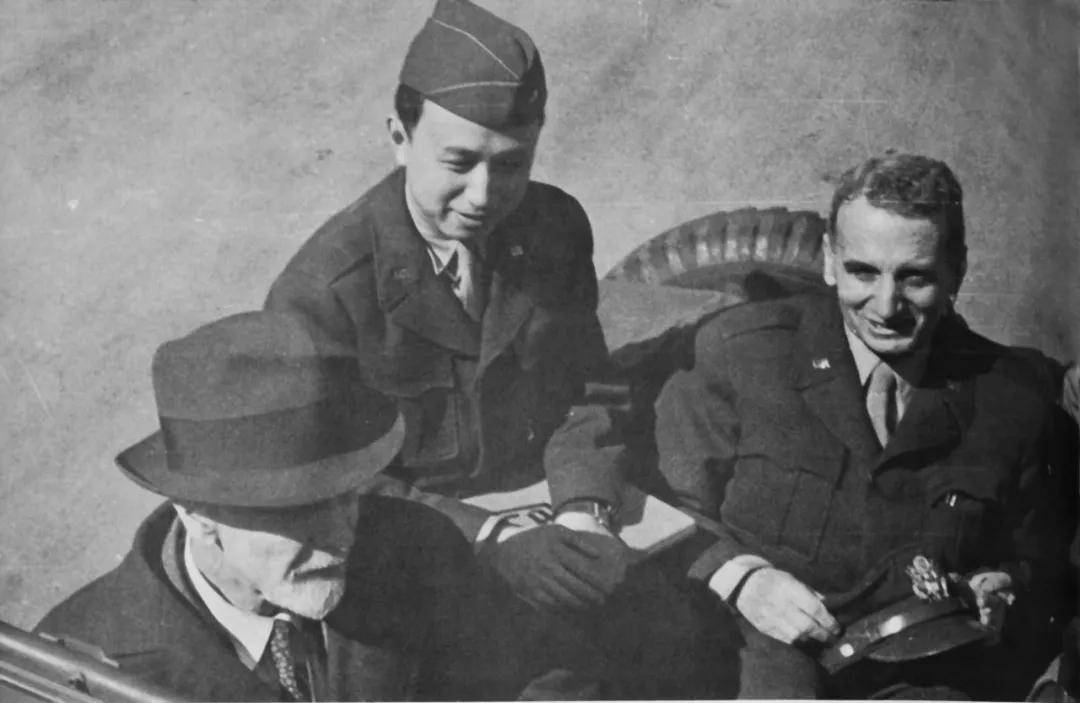
Balról jobbra haladva: Ludwig Prandtl, Csien Hszüe-szen, Kármán Tódor

1902-től a Hannoveri Műszaki Főiskola (ma Gottfried Wilhelm Leibniz Egyetem) tanára lett. 1904 augusztusában részt vett a 3. Nemzetközi Matematikai Kongresszuson, ahol előadást tartott a határréteg elméletéről. Ez az elmélet az összenyomható közegek felületközeli áramlását magyarázza meg.
Felix Klein támogatásának köszönhetően 1904. szeptember 1-től Göttingenben tanított. Ott volt a doktorandusza 1906-tól 1908-ig Kármán Tódor. A határréteg elmélet kidolgozása nyomán 1909-ben őt bízták meg a Göttingeni Aerodinamikai Kutatóintézet vezetésével (Aerodynamischen Versuchsanstalt Göttingen - AVA, Vorgängerorganisation des Deutschen Zentrums für Luft- und Raumfahrt DLR). 1907-ben a hangsebesség feletti áramlásokkal és az ekkor keletkező lökéshullámokkal foglalkozott. Ezeket a lökéshullámokat már 1860-ban megjósolta Bernhard Riemann göttingeni matematikus. 1908-ban megépítette Németország első szélcsatornáját és kidolgozta a szárnyelméletet, ami a repülőgépek fejlesztését nagyban befolyásolta. 1910-ben a turbulens áramlást kutatta és meghatározta a később róla elnevezett Prandtl-számot.
Max Michael Munkkal és Albert Betz-cel (aki 1936-ban az utódja lett a göttingeni Aerodinamikai Kutatóintézet élén) közösen a felhajtóerő számításának hatékony képletét dolgozták ki. Emiatt Prandtl vizsgálta a levegő összenyomhatóságát is a hangsebesség alatti tartományban és leírta az ehhez tartozó függvényt. A függvényt 1928-ban Hermann Glauert módosította. Ezt a képletet ma Prandtl–Glauert-függvénynek hívjuk.
1920-tól Adolf Busemann-nal dolgozott együtt egy a hangsebesség feletti áramlások vizsgálatát lehetővé tevő szélcsatornán. 1929-ben kidolgozta a hangsebesség feletti áramlásokhoz szükséges fúvókák számítási eljárását. Ez a mai napig használható például hangsebesség feletti szélcsatornáknál vagy rakéta hajtóműveknél.
1925 és 1946 között Prandtl vezette a Vilmos császár Áramlástani Intézetet (Kaiser-Wilhelm-Institut für Strömungsforschung). A második világháború alatt, 1942-től ő lett a német légierő kutatóintézetének vezetője. 1942-ben a Bajor Tudományos Akadémia levelező tagjává választotta.
Prandtl az elsők között foglalkozott a képlékenységtannal is.

## Fordítás
- Ez a szócikk részben vagy egészben  a   Ludwig Prandtl című német Wikipédia-szócikk ezen változatának fordításán alapul.  Az eredeti cikk szerkesztőit annak laptörténete sorolja fel. Ez a jelzés csupán a megfogalmazás eredetét és a szerzői jogokat jelzi, nem szolgál a cikkben szereplő információk forrásmegjelöléseként.

## További információ
- Korényi Zoltán – Tolnai Béla (szerk.). Az áramlástan és hőtan úttörői. Életrajzi gyűjtemény. Budapest: BME Gépészmérnöki kar (1978)